# Карабаська селищна адміністрація
Караба́ська селищна адміністрація (каз. Қарабас кенттік әкімдігі, рос. Карабасская поселковая администрация) — адміністративна одиниця у складі Абайського району Карагандинської області Казахстану. Адміністративний центр — селище Карабас.
Населення — 3122 особи (2021; 2484 у 2009, 2682 у 1999, 3214 у 1989).
Станом на 1989 рік смт Карабас відносилось до складу Абайської міської ради.